# Erdélyi Múzeum (Gundelsheim)
Az Erdélyi Múzeum (németül: Siebenbürgisches Museum) a németországi Gundelsheimben található, az erdélyi szászok és más, ebben a többnemzetiségű régióban velük együtt élő erdélyi etnikai csoport kulturális örökségének védelmére, megőrzésére és dokumentálására hivatott létrejönni.

## Történet
A múzeum eredeti anyagát erdélyi néprajzi tárgyak gyűjteménye alkotta, melyeket Lore Connerth-Seraphin gyűjtött össze Münchenben az 1950-es évek elején. Miután a hölgy beköltözött egy, idősek számára fenntartott otthonba a Gundelsheimben lévő Horneck kastélyba, a ma már kiterjedt gyűjteményt a “Johann Honterus” társaságnak adományozta. 1968-ban a múzeum egyrészt Gundelsheimi Múzeumként másrészt pedig az Erdélyi Szászok Helytörténeti Múzeumaként nyitotta meg kapuit. 1991-ben megkapta a Nemzeti Múzeum titulust. 1997-ben a kastély belső udvara tetőt kapott és ez lett a múzeum központi helye.
1999-ben a német szövetségi kormány kérte a múzeum és az ulmi Dunai Sváb Központi Múzeum egyesülését. A németországi Erdélyi Szászok Területi Egyesülete ellenezte a tervet, mivel ők szerették volna megtartani létesítményeik egységét (Erdélyi Intézet, Erdélyi Múzeum és Erdélyi Könyvtár) Gundelsheimben. Ezt támogatta a Baden-Württembergi tartományi kormány is. 2003 júniusában a szövetségi kormány letett a tervéről.

## Épület
A múzeumnak a gundelsheimi Horneck-kastély ad otthont. Az épületben emellett az Erdélyi Intézet, az Erdélyi Könyvtár és egy, idősek számára fenntartott otthon található. A múzeum termei a földszinten és az első emeleten találhatók. A múzeumnak van egy bejárata, mely a többi létesítménytől független. 

## Gyűjtemények
A múzeum gyűjteményei között megtalálhatók az erdélyi szászok történelmének, társadalmi rendszerük, szokásaik, oktatási rendszerük valamint vidéki és városi életüknek az anyagai és tárgyai. 
A múzeumban erdélyi szász művészek gyűjteményei is találhatóak. A múzeum tulajdonában van az 1853-as önarckép Clara Adelheid Soterius von Sachsenheimtől, és az a portré, melyet Clara készített férjéről, Theodor Socklról ugyanabban az évben. A múzeumban maga Theodor Sockl néhány festménye is megtalálható. 1998-ban az Erdélyi Múzeum retrospektív kiállítást rendezett Edith Soterius von Sachsenheim festőnő műveiből és megvásárolta a festőnő 50 festményét, némelyikük állandó kiállításon kerül bemutatásra. 1999-ben ezt a kollekciót Münchenben is kiállították a Haus des Deutschen Ostens épületében.